# Buněčná ústa
Buněčná ústa (cytostom) je oblast buněčné membrány u některých prvoků, která tvoří povrch ústní dutiny, z níž se fagocyticky odštěpují potravní vakuoly směřující dovnitř do buňky. Cytostom mají některé Excavata (např. Retortamonas) či Chromalveolata (mnozí nálevníci).